# Керничний заказник
Керни́чний зака́зник — ботанічний заказник загальнодержавного значення в Україні. Розташований у межах Тячівського району Закарпатської області, на північ від смт Усть-Чорна, на висотах ~ 1400—1600 м над р. м. 
Площа 107 га. Статус присвоєно 1983 року. На момент створення був підпорядкований Усть-Чорнянському держлісмисливгоспу, на даний момент ― Мокрянському ДЛМГ (Мокрянське лісництво, кв. 3, вид. 2-5). 

## Загальний опис
Охороняються угруповання сосни гірської за участю вільхи зеленої в межах масиву гори Берть. На зелених і сфагнових мохах ростуть чорниця та куничник волохатий. У багатому трав'яному покриві трапляється тирлич крапчастий, жовтозілля Фукса, ендемік ― перестріч Гербіха, занесений до Червоної книги України. 
Заказник має лісогосподарське, ґрунтозахисне і наукове значення.

## Поклики
- Сторінка заказника на сайті департаменту екології Закарпатської ОДА [Архівовано 24 Січня 2017 у Wayback Machine.]
- Про затвердження Положення про ботанічний заказник загальнодержавного значення «Керничний»